# Fritz Wilkening

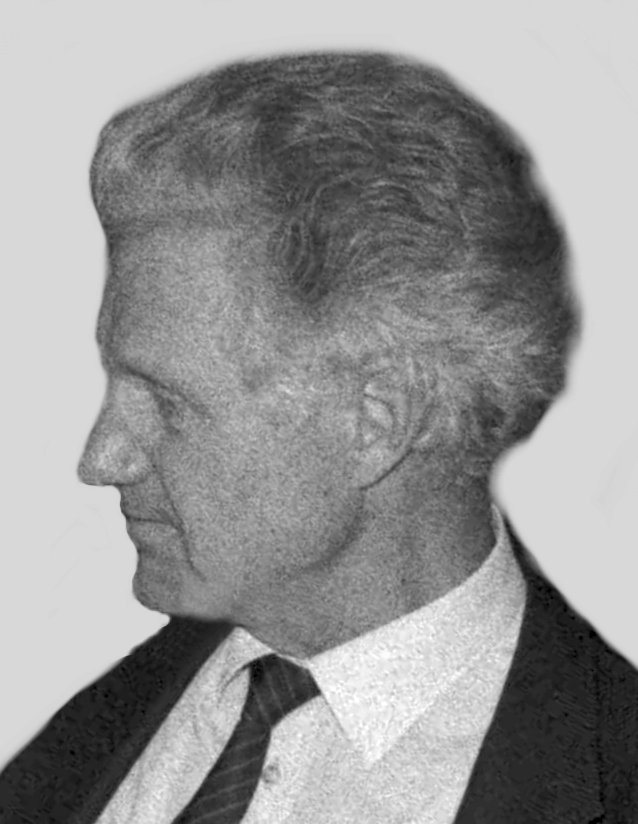
Fritz Wilkening, 1990

Fritz Wilkening (* 23. Februar 1926 in Wagenfeld; † 22. Oktober 2016 in Hamburg) war ein deutscher Pädagoge und Erziehungswissenschaftler. Von 1972 bis zum Eintritt in den Ruhestand 1991 war er als Professor für Erziehungswissenschaft mit dem Schwerpunkt Technikdidaktik an der Universität Hamburg tätig. Sein Name verbindet sich mit dem Wandel des Werkunterrichts zu einem modernen, mehrperspektivischen Technikunterricht.

## Leben
Wilkening legte sein Abitur an der Oberschule für Jungen in Hameln ab. Danach leistete er bis 1945 Kriegsdienst und geriet in Gefangenschaft. Daraus entlassen, absolvierte er bis 1947 eine Tischlerlehre mit Gesellenprüfung. Er studierte Innenarchitektur an der Werkschule in Hildesheim, anschließend bis 1952 Pädagogik, Berufspädagogik, Kunstgeschichte und Staatsrecht an der Universität Hamburg. Nach Abschluss des Studiums war er als Studienrat an einer Hamburger Gewerbeschule tätig. Von 1956 bis 1961 absolvierte er zudem ein Architekturstudium an der Hochschule für bildende Künste Hamburg. Seit 1961 lehrte er als Dozent am Pädagogischen Institut der Universität Hamburg und promovierte dort 1970. 1973 wurde er als Professor für Erziehungswissenschaft mit dem Schwerpunkt Technikdidaktik an die Universität Hamburg berufen. Gastprofessuren im In- und Ausland folgten. 
Er war seit 1959 verheiratet, aus der Ehe gingen vier Kinder hervor. Er starb 2016 und wurde auf dem Friedhof Bergstedt beigesetzt.

## Wissenschaftliche Arbeitsschwerpunkte
Schwerpunkt seiner wissenschaftlichen Tätigkeit seit den späten 1960er Jahren war die Reform des Werkunterrichts und die Entwicklung eines zeitgemäßen, mehrperspektivischen Technikunterrichts. Auf dem 2. Werkpädagogischen Kongress trug Wilkening 1968 erstmals Überlegungen zu den Inhalten einer Technischen Bildung vor und setzte damit einen wesentlichen Impuls zur Weiterentwicklung des Werkunterrichts und des werkpädagogischen Denkens. 1971 legte Wilkening zwei programmatische Aufsätze zur didaktischen Begründung und Dringlichkeit eines Technikunterrichts an allgemeinbildenden Schulen vor, die zugleich zwei seiner künftigen Arbeitsschwerpunkte markierten, d. h. Umrisse und Elemente einer Technikdidaktik sowie Unterrichtsverfahren und Medien in der Techniklehre.
Sein Buch „Unterrichtsverfahren im Lernbereich Arbeit und Technik“ galt bis in die 90er Jahre als technikdidaktisches Standardwerk für die methodische Gestaltung des Technikunterrichts.
Ein weiterer Schwerpunkt seiner didaktischen Forschungen ist das Konzept eines mehrperspektivischen Technikunterrichts, das er in seinem 1984 herausgegebenen Buch „Technikunterricht“ umfassend darstellte. In der Tradition der geisteswissenschaftlichen Pädagogik und Didaktik stehend, folgt technische Bildung für Wilkening einem pädagogischen Primat und ist dem Klafkischen Bildungsverständnis verpflichtet. 

## Schriften (Auswahl)
Fritz Wilkening hat zahlreiche Artikel für Fachzeitschriften, Lexika und Kongressberichte verfasst. Seine Schriften zum Werk- und Technikunterricht galten bis in die 90er Jahre als Standardwerke der Technikdidaktik und wurden mehrfach aufgelegt.
- Technische Bildung im Werkunterricht Geschichte. Entwicklung und gegenwärtige Problematik. Weinheim, Berlin, Basel: Beltz 1966.
- Wohnraumgestaltung. Ein Lehr- und Arbeitsbuch. 8. Auflage. Verlag Handwerk und Technik, Hamburg 1992, ISBN 3-582-04141-7.
- Technikunterricht (zusammen mit Winfried Schmayl). Bad Heilbrunn: Klinkhardt 1984. 4. Auflage 1994, ISBN 3-7815-0550-2
- Unterrichtsverfahren im Lernbereich Arbeit und Technik. Neckar Verlag, Villingen-Schwenningen 1994, ISBN 3-7883-0372-7.
- Zur ästhetischen Dimension von Technik und Technikunterricht, in: Zeitschrift für Technik im Unterricht 111/2004, S. 5ff